# ニルス・カタヤイネン
ニルス・エドヴァルド・カタヤイネン（Nils Edvard Katajainen、1919年5月31日 - 1997年1月15日）は、フィンランドの空軍軍人、パイロット。
最終階級は中尉。出撃回数196回、累計撃墜35.5機（協同撃墜1機）。マンネルヘイム十字勲章受章。愛称は「ニパ（Nipa）」。継続戦争で幾多の戦功を挙げたエース・パイロットであると同時に様々な不運に見舞われ続けたことから、一般には「ついてないカタヤイネン」の呼び名で知られる。ただし、当時の戦友からは、それだけの不運に見舞われてなお生き延びたことを指して「とてもついているカタヤイネン」だと評されたこともある。

## 生涯
1919年5月31日、首都ヘルシンキに生まれた。子供のころからパイロットに憧れていたカタヤイネンは、長じてグライダー・パイロットの教習所へ進んだ。1939年11月、ソ連がフィンランドに侵攻を開始し、冬戦争が勃発した。カタヤイネンは軍に志願入隊し、下士官候補生として戦闘機パイロットになるための訓練を開始した。冬戦争は1940年3月にひとまずの休戦を迎えたものの、カタヤイネンは訓練を続け、1941年初頭までにパイロット課程を修了した。
1941年6月初頭、ソ連との戦闘再開が差し迫ってきたため、カタヤイネンは軍曹に任官して第24戦隊第3飛行隊（3./LentoLaivue 24、3./LeLv24）に配属された。ところが、カタヤイネンはブルースター B-239での最初の訓練飛行から、着陸脚や昇降舵が損傷するという不運に見舞われた。以降、この手の不運がカタヤイネンにずっと付きまとった。
間もなく継続戦争が勃発し、カタヤイネンも実戦任務につくこととなった。6月28日、カタヤイネンはSBを撃墜して初戦果を上げた。しかし、被弾によってエンジンを損傷し、危うく墜落しかけた。8月12日、カタヤイネンはI-153を一日で2機撃墜し、累計撃墜5機を達成してエース・パイロットとなった。ただし、やはりこの日も被弾して危うい目にあった。1942年4月12日、少尉に昇進した。6月25日、ハリケーンを撃墜し、累計撃墜10機を達成した。7月、カタヤイネンは修理した戦闘機のテスト飛行の際に、機体ごとひっくり返るという事故に見舞われた。ただし、この時彼自身は傷一つ負わなかった。
9月9日、カタヤイネンは爆撃機の飛行隊である第48戦隊（LentoLaivue 48、LeLv48）に転属となった。カタヤイネンがあまりにも貴重な戦闘機を壊し続けたためだった。10月18日、同じく爆撃機の飛行隊である第6戦隊（LentoLaivue 6、LeLv6）に転属、SBでの対潜哨戒任務につくこととなった。これに不満を持ったカタヤイネンは、何度となく戦闘機隊への復帰を要請したが認められなかった。また、態度が悪いということで、一時は飛行任務から外され、ハンガーの掃除係というおよそエースらしからぬ閑職に回されたこともあった。
1943年4月、執念深い請願が実り、カタヤイネンは7ヶ月ぶりに第24戦闘機隊に復帰した。5月18日、Yak-1を撃墜し、累計撃墜15機を達成した。6月6日、バルト海上空で敵と交戦し、被弾によって重傷を負った。それから3ヶ月を病院で過ごし、その間に結婚した。9月24日、中尉に昇進した。
1944年2月、カタヤイネンの部隊は新たにメッサーシュミット Bf 109G-6を受領した。しかし、この機体での最初のテスト飛行の際にも、彼はエンジントラブルという不運に見舞われた。数日後にエンジンを交換して再テストを行ったが、今度は機体がバラバラになるほどの大事故を引き起こした。重傷を負ったカタヤイネンは再び入院した。
6月、赤軍の夏季攻勢が開始されると、カタヤイネンは急遽退院して部隊に復帰した。6月23日から7月3日までのわずか10日間で、16.5機撃墜という大きな戦果を上げた。しかし7月5日、最大の不運に襲われた。敵機との交戦で被弾したカタヤイネンは、基地への帰路を急いだものの、エンジンから漏れ出したガソリンが気化してコックピットに流れ込み、それを吸い込んだ為、着陸間際に意識を失った。結果、機体は時速500 kmで滑走路に突っ込み、完全にバラバラになった。カタヤイネンはひどい重傷を負ったものの、なんとか一命をとりとめ、入院したまま9月3日の休戦を迎えた。
1944年11月10日、空軍を除隊し予備役となった。12月21日、フィンランド軍最高の武功勲章であるマンネルヘイム十字勲章を全軍170人目に授与された。
戦後、カタヤイネンはヘルシンキ市役所に勤務した後、実業家として活動した。1997年1月15日、77歳で亡くなり、墓地に葬られた。